# Orientierungslauf-Weltmeisterschaften 1989
Die 13. Orientierungslauf-Weltmeisterschaften fanden vom 17. August bis 20. August 1989 in der Gegend um Skövde (Skaraborgs län) in Schweden statt.
Bei den Herren gewannen der Norweger Petter Thoresen und die Staffel Norwegens. Die Schwedin Marita Skogum sicherte sich den Titel bei den Damen. Die Goldmedaille im Staffellauf der Damen ging ebenfalls an Schweden.

## Herren

### Einzel
| Platz | Land | Athlet            | Zeit      |
| ----- | ---- | ----------------- | --------- |
| 1     | NOR  | Petter Thoresen   | 1:36:16 h |
| 2     | SWE  | Kent Olsson       | 1:39:26 h |
| 3     | NOR  | Håvard Tveite     | 1:39:58 h |
| 4     | SWE  | Håkan Eriksson    | 1:40:04 h |
| 5     | SWE  | Jörgen Mårtensson | 1:40:23 h |
| 6     | FIN  | Peter Ivars       | 1:40:40 h |
| 7     | URS  | Wladimir Alexejew | 1:41:04 h |
| 8     | SWE  | Michael Wehlin    | 1:41:17 h |

Qualifikation: 16. August 1989

Ort: Harja
Finale: 17. August 1989

Ort: Garhulstorp

Länge: 17,7 km

Steigung: 680 m

Posten: 24

### Staffel
| Platz | Land | Athleten                                                        | Zeit      |
| ----- | ---- | --------------------------------------------------------------- | --------- |
| 1     | NOR  | Øyvin Thon Rolf Vestre Petter Thoresen Håvard Tveite            | 4:06:01 h |
| 2     | SWE  | Kent Olsson Michael Wehlin Jörgen Mårtensson Håkan Eriksson     | 4:09:04 h |
| 3     | FIN  | Keijo Parkkinen Ari Kattainen Peter Ivars Reijo Mattinen        | 4:10:22 h |
| 4     | URS  | Sixten Sild Leho Haldna Aigars Leiboms Wladimir Alexejew        | 4:13:14 h |
| 5     | SUI  | Dominik Humbel Stefan Bolliger Christian Aebersold Urs Flühmann | 4:16:22 h |
| 6     | TCH  | Petr Vavrys Josef Hubáček Jozef Pollák Zdeněk Zuzánek           | 4:18:30 h |
| 7     | DEN  | Rasmus Ødum Flemming Jørgensen Jan Eg Allan Mogensen            | 4:23:51 h |
| 8     | HUN  | István Benedek Gábor Pavlovics János Kelemen Zoltán Lantos      | 4:29:27 h |

Datum: 20. August 1989

Ort: Otterstorp

## Damen

### Einzel
| Platz | Land | Athletin                | Zeit      |
| ----- | ---- | ----------------------- | --------- |
| 1     | SWE  | Marita Skogum           | 1:04:06 h |
| 2     | TCH  | Jana Galíková           | 1:05:30 h |
| 3     | URS  | Alida Abola             | 1:08:13 h |
| 4     | NOR  | Ragnhild Bratberg       | 1:09:23 h |
| 5     | FIN  | Eija Koskivaara         | 1:09:45 h |
| 6     | NOR  | Ragnhild Bente Andersen | 1:09:59 h |
| 7     | SWE  | Karin Rabe              | 1:10:08 h |
| 8     | SWE  | Arja Hannus             | 1:10:17 h |

Qualifikation: 16. August 1989

Ort: Harja
Finale: 17. August 1989

Ort: Garhulstorp

Länge: 9,75 km

Steigung: 390 m

Posten: 15

### Staffel
| Platz | Land | Athletinnen                                                             | Zeit      |
| ----- | ---- | ----------------------------------------------------------------------- | --------- |
| 1     | SWE  | Karin Rabe Arja Hannus Kerstin Haglund Marita Skogum                    | 3:43:46 h |
| 2     | TCH  | Petra Wágnerová Jana Cieslarová Ada Kuchařová Jana Galíková             | 3:44:01 h |
| 3     | FIN  | Marja Portin Ulla Mänttäri Annika Viilo Eija Koskivaara                 | 3:47:35 h |
| 4     | NOR  | Ragnhild Bratberg Ragnhild Bente Andersen Monica Hatlen Anne Line Nydal | 3:54:07 h |
| 5     | URS  | Ede Umarik Irina Namowir Danute Girinskaite Alida Abola                 | 3:54:36 h |
| 6     | HUN  | Andrea Horváth Katalin Oláh Réka Tóth Ildikó Kovács                     | 4:09:19 h |
| 7     | SUI  | Sabrina Fesseler Cornelia Müller Frauke Bandixen Vroni König            | 4:10:34 h |
| 8     | FRG  | Bärbel Vitek Heidrun Finke Kerstin Stratz Frauke Schmitt                | 4:18:55 h |

Datum: 20. August 1989

Ort: Otterstorp

## Medaillenspiegel
| Platz | Land             | Gold | Silber | Bronze | Gesamt |
| ----- | ---------------- | ---- | ------ | ------ | ------ |
| 1     | Schweden         | 2    | 2      | –      | 4      |
| 2     | Norwegen         | 2    | –      | 1      | 3      |
| 3     | Tschechoslowakei | –    | 2      | –      | 2      |
| 4     | Finnland         | –    | –      | 2      | 2      |
| 5     | Sowjetunion      | –    | –      | 1      | 1      |